# Lytle Brown

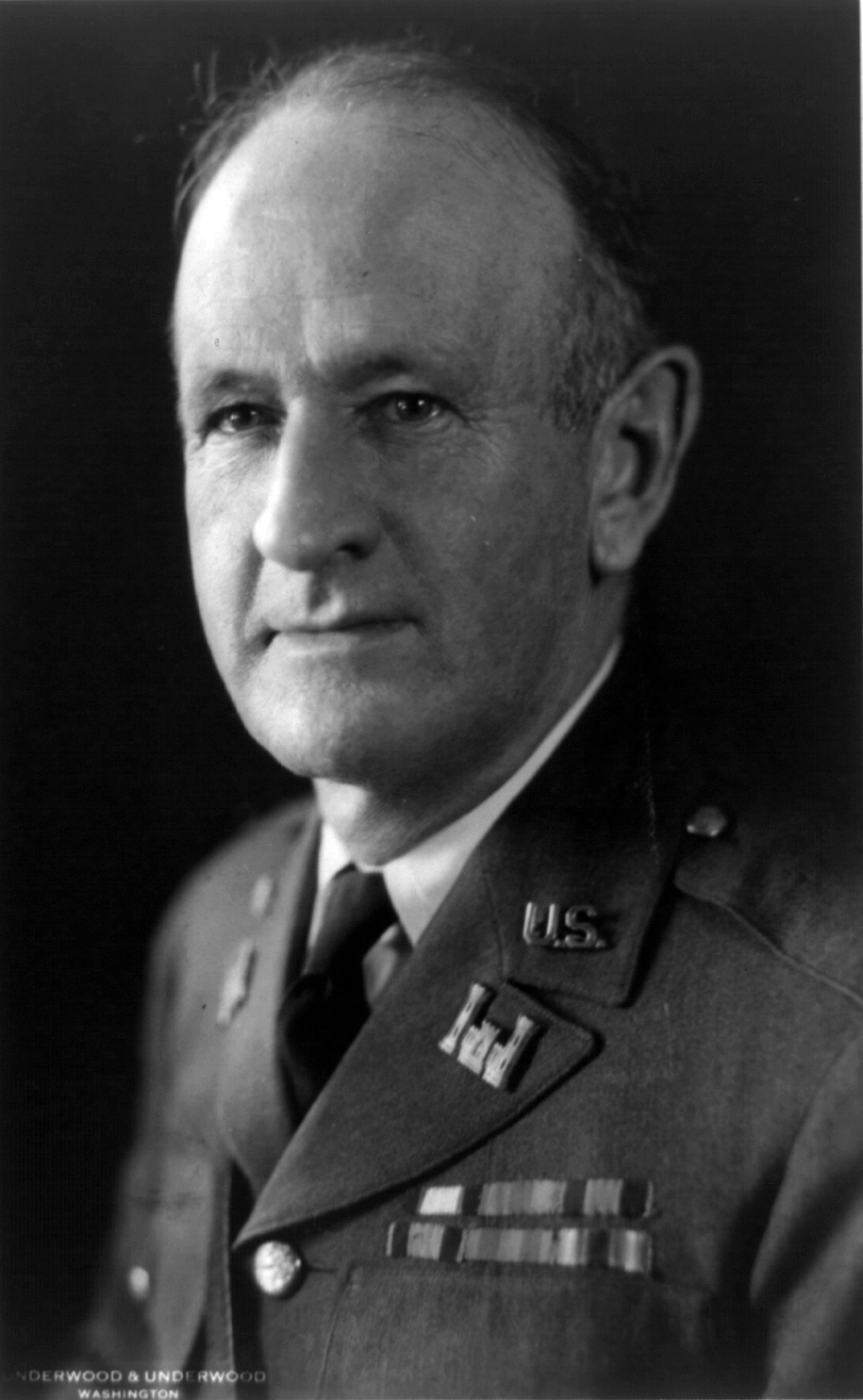
Lytle Brown (1929)

Lytle Brown (* 22. November 1872 in Nashville, Tennessee; † 3. Mai 1951 ebenda) war ein Generalmajor der United States Army. Er war unter anderem Kommandeur des United States Army Corps of Engineers (COE).
Lytle Brown war der Sohn von James Trimble Brown (1842–1878) und dessen Frau Jane Foster Nichol (1845–1916). Der Vater war während des Amerikanischen Bürgerkriegs Leutnant im Heer der Südstaaten gewesen und sein Großvater Neill S. Brown (1810–1886) war von 1847 bis 1849 Gouverneur von Tennessee.
In den Jahren 1894 bis 1898 durchlief Lytle Brown die United States Military Academy in West Point. Nach seiner Graduation wurde er als Leutnant den Pionieren (Engineers) zugeteilt. In der Armee durchlief er anschließend alle Offiziersränge vom Leutnant bis zum Zwei-Sterne-General.
Als Pionier (Engineer) gehörten der Hochwasserschutz, der Ausbau von Hafenanlagen, deren militärische Verteidigungseinrichtungen, Flussregulierungen sowie der Bau von Schleusen und Stauwerken, Kanälen und Leuchttürmen zu seinem Aufgabenbereich.
Gleich zu Beginn seiner militärischen Laufbahn wurde Brown im Spanisch-Amerikanischen Krieg eingesetzt. Dabei war er zunächst auf Kuba und dann bis 1903 auf den Philippinen stationiert. Nach seiner Rückkehr in die Vereinigten Staaten war er bis 1907 Dozent an der Militärakademie in West Point. Anschließend leitete er bis 1912 den Pionierbezirk um Louisville in Kentucky, wobei Arbeiten an den dortigen Flüssen, vor allem m Ohio River, im Vordergrund seiner Arbeit standen. Danach kommandierte er bis 1916 ein Pionierbataillon. In dieser Eigenschaft war er auch an der Mexikanischen Expedition beteiligt. Danach leitete er in den Jahren 1916 und 1917 den Pionierbezirk um Nashville.
Am Ersten Weltkrieg war Brown nicht aktiv beteiligt. Stattdessen diente er in den Jahren 1918 und 1919 im Kriegsministerium als Abteilungsleiter in der Stabsabteilung für militärische Planungen und Operationen (G3). In den Jahren 1919 und 1920 leitete er den Engineerbezirk um Florence in Alabama und Chattanooga. Von 1921 bis 1923 war Brown Dozent für Pionierangelegenheiten an den Militärschulen in Fort Leavenworth in Kansas.
Im Jahr 1925 übernahm er das Kommando über ein Pionierregiment. Dann war er von 1926 bis 1928 Stabsoffizier beim United States Army War College. Es folgte eine Versetzung an den Panamakanal, wo er bis 1929 eine Brigade befehligte. Zwischen Oktober 1929 und Oktober 1933 kommandierte er als Nachfolger von Edgar Jadwin das gesamte COE. Anschließend wurde er erneut an den Panamakanal versetzt, wo er zunächst bis 1934 die US-Truppen des atlantischen (östlichen) Teils der Kanalzone kommandierte. Danach war er bis 1936 Oberbefehlshaber des Panama Canal Departments der US-Bodentruppen. Am 30. November 1936 ging Lytle Brown in den Ruhestand.
Nach seiner Pensionierung war Brown noch in mehreren Kommissionen vor allem im Bereich des Bau- und Ingenieurwesens tätig. Er starb am 3. Mai 1951 in seiner Geburtsstadt Nashville und wurde auf dem dortigen Mount Olivet Cemetery beigesetzt.

## Orden und Auszeichnungen
Lytle Brown erhielt im Lauf seiner militärischen Laufbahn unter anderem die Army Distinguished Service Medal, den britischen Orden Order of the Bath und wurde Mitglied der französischen Ehrendivision.